# Johnny Leoni
Johnny Leoni (Sion, 30 giugno 1984) è un ex calciatore svizzero, portiere.

## Carriera

### Club
Iniziò la carriera da professionista nel Sion nel 2001, due anni più tardi si trasferì allo Zurigo dove gioca fino al 2012, quando passa all'Omonia.

### Nazionale
Fa il suo esordio con la Svizzera il 10 agosto 2011 a Vaduz contro il Liechtenstein, sostituendo Diego Benaglio tra i pali e venendo battuto da un tiro di Marco Ritzberger.

## Statistiche

### Cronologia presenze e reti in Nazionale
| Cronologia completa delle presenze e delle reti in nazionale ― Svizzera | Cronologia completa delle presenze e delle reti in nazionale ― Svizzera | Cronologia completa delle presenze e delle reti in nazionale ― Svizzera | Cronologia completa delle presenze e delle reti in nazionale ― Svizzera | Cronologia completa delle presenze e delle reti in nazionale ― Svizzera | Cronologia completa delle presenze e delle reti in nazionale ― Svizzera | Cronologia completa delle presenze e delle reti in nazionale ― Svizzera | Cronologia completa delle presenze e delle reti in nazionale ― Svizzera |
| Data                                                                    | Città                                                                   | In casa                                                                 | Risultato                                                               | Ospiti                                                                  | Competizione                                                            | Reti                                                                    | Note                                                                    |
| ----------------------------------------------------------------------- | ----------------------------------------------------------------------- | ----------------------------------------------------------------------- | ----------------------------------------------------------------------- | ----------------------------------------------------------------------- | ----------------------------------------------------------------------- | ----------------------------------------------------------------------- | ----------------------------------------------------------------------- |
| 10-8-2011                                                               | Vaduz                                                                   | Liechtenstein                                                           | 1 – 2                                                                   | Svizzera                                                                | Amichevole                                                              | -1                                                                      | 46’                                                                     |
| Totale                                                                  |                                                                         | Presenze                                                                | 1                                                                       |                                                                         | Reti                                                                    | -1                                                                      |                                                                         |

## Palmarès

### Club

#### Competizioni nazionali
- Campionato svizzero: 3

Zurigo: 2005-2006, 2006-2007, 2008-2009
- Coppa Svizzera: 1

Zurigo: 2004-2005
- Campionato azero: 1

Neftchi Baku: 2021-2013
- Coppa d'Azerbaigian: 1

Neftchi Baku: 2012-2013